# 2020년 페트리냐 지진
2020년 페트리냐 지진은 2020년 12월 29일 UTC 11:20(CET 12:20 PM)에 크로아티아 시사크모슬라비나주 페트리냐에서 일어난 규모 M6.4의 지진이다. 이 지진은 1880년 자그레브 지진 이후 크로아티아에서 가장 큰 규모로 닥친 지진이다. 이 지진으로 크로아티아 전역 뿐 아니라 슬로베니아, 오스트리아, 보스니아 헤르체고비나, 이탈리아에서도 진동이 감지되었다. 본진이 있기 6시간 전 본진 진앙지와 거의 같은 곳에서 규모 M5.2의 전진이 있었다.
이 지진으로 1명이 사망하고 20명이 부상을 입었다.

## 같이 보기
- 2020년 자그레브 지진